# Romania ai XXIV Giochi olimpici invernali
La Romania ha partecipato ai XXIV Giochi olimpici invernali, che si sono svolti dal 4 al 20 febbraio 2022 a Pechino in Cina, con una delegazione composta da 21 atleti.

## Delegazione
| Sport                   | Donne | Uomini | Totale |
| ----------------------- | ----- | ------ | ------ |
| Biathlon                | 1     | 1      | 2      |
| Bob                     | 4     | 2      | 6      |
| Pattinaggio di velocità | -     | 1      | 1      |
| Salto con gli sci       | 2     | 1      | 3      |
| Sci alpino              | 1     | 1      | 2      |
| Sci di fondo            | 2     | 1      | 3      |
| Slittino                | 3     | 1      | 4      |
| Totale                  | 13    | 8      | 21     |

## Risultati

### Biathlon
Uomini
| Atleta        | Evento       | Penalità | Tempo   | Posizione |
| ------------- | ------------ | -------- | ------- | --------- |
| George Colțea | 10 km sprint | 2 (1+1)  | 27'54"7 | 89º       |

Donne
| Atleta          | Evento            | Penalità    | Tempo   | Posizione |
| --------------- | ----------------- | ----------- | ------- | --------- |
| Natalia Ushkina | 15 km individuale | 2 (0+1+1+0) | 51'04"1 | 56ª       |
| Natalia Ushkina | 7,5 km sprint     | 2 (1+1)     | 24'14"3 | 71ª       |

### Salto con gli sci
| Atleta               | Evento                       | Qualificazione | Qualificazione | Qualificazione | Finale          | Finale          | Finale          | Finale          | Finale          | Finale          | Finale          | Finale          |
| Atleta               | Evento                       | Qualificazione | Qualificazione | Qualificazione | Primo salto     | Primo salto     | Primo salto     | Secondo salto   | Secondo salto   | Secondo salto   | Totale          | Totale          |
| Atleta               | Evento                       | Lunghezza      | Punti          | Posizione      | Lunghezza       | Punti           | Posizione       | Lunghezza       | Punti           | Posizione       | Punti           | Posizione       |
| -------------------- | ---------------------------- | -------------- | -------------- | -------------- | --------------- | --------------- | --------------- | --------------- | --------------- | --------------- | --------------- | --------------- |
| Daniel Andrei Cacina | Trampolino normale maschile  | 83,5 m         | 70,9           | 40º Q          | 89,5 m          | 95,8            | 48º             | Non qualificato | Non qualificato | Non qualificato | Non qualificato | Non qualificato |
| Andrei Feldorean     | Trampolino normale maschile  | 76,5 m         | 55,0           | 45º Q          | 82,0 m          | 84,3            | 50º             | Non qualificato | Non qualificato | Non qualificato | Non qualificato | Non qualificato |
| Daniel Andrei Cacina | Trampolino lungo maschile    | 114,0 m        | 88,8           | 44º Q          | 119,0 m         | 97,8            | 46º             | Non qualificato | Non qualificato | Non qualificato | Non qualificato | Non qualificato |
| Andrei Feldorean     | Trampolino lungo maschile    | 104,5 m        | 69,0           | 52º            | Non qualificato | Non qualificato | Non qualificato | Non qualificato | Non qualificato | Non qualificato | Non qualificato | Non qualificato |
| Daniela Haralambie   | Trampolino normale femminile | N.D.           | N.D.           | N.D.           | 88,5 m          | 83,0            | 19ª Q           | 79,5 m          | 73,2            | 25ª             | 156,2           | 25ª             |

### Sci alpino
Uomini
| Atleta               | Evento          | 1ª manche | 1ª manche | 2ª manche | 2ª manche | Totale  | Totale    |
| Atleta               | Evento          | Tempo     | Posizione | Tempo     | Posizione | Tempo   | Posizione |
| -------------------- | --------------- | --------- | --------- | --------- | --------- | ------- | --------- |
| Alexandru Ștefănescu | Slalom gigante  | 1'14"20   | 38º       | 1'19"01   | 33º       | 2'33"21 | 32º       |
| Alexandru Ștefănescu | Slalom speciale | 1'01"72   | 39º       | 58"70     | 35º       | 2'00"42 | 35º       |

Donne
| Atleta           | Evento          | 1ª manche | 1ª manche | 2ª manche       | 2ª manche       | Totale          | Totale          |
| Atleta           | Evento          | Tempo     | Posizione | Tempo           | Posizione       | Tempo           | Posizione       |
| ---------------- | --------------- | --------- | --------- | --------------- | --------------- | --------------- | --------------- |
| Maria Constantin | Slalom gigante  | 1'08"25   | 50ª       | 1'10"25         | 45ª             | 2'18"50         | 45ª             |
| Maria Constantin | Slalom speciale | DNF       | DNF       | Non qualificata | Non qualificata | Non qualificata | Non qualificata |